# François Mahé
François Mahé (Arradon, 2 de setembre de 1930 - ?, 31 de maig de 2015) va ser un ciclista francès que fou professional entre 1950 i 1965, aconseguint 45 victòries, les més importants de les quals una etapa al Tour de França, i dues a la Volta a Espanya.

## Palmarès
- 1949
  - 1r a Auray
- 1950
  - Campió de Bretanya de persecució per equips
  - 1r a Elven
  - 1r a Bubry
- 1951
  - 1r del Tour de Calvados i vencedor d'una etapa
- 1952
  - 1r del Tour de l'Orne i vencedor de 2 etapes
  - 1r del Circuit dels 2 Clochers
  - 1r a Maëlan
  - 1r a Toulé
  - 1r a Scaer
  - 1r a Bannalec
  - 1r a Guéméné-sur-Scorff
- 1954
  - 1r a Brest
  - 1r a Bannalec
  - 1r del Circuit dels 2 Clochers
  - Vencedor d'una etapa de la París-Niça
  - Vencedor d'una etapa al Tour de França
- 1955
  - 1r a Malansac
  - Vencedor del premi de la regularitat del Tour del Sud-oest
- 1956
  - 1r a Scaer
  - 1r del Tour de l'Est i vencedor d'una etapa
- 1957
  - 1r a Plougasnou
  - Vencedor d'una etapa a la Volta a Luxemburg
- 1958
  - 1r a Querrien
  - Vencedor de la contrarellotge per equips de la Volta a Espanya
- 1959
  - 1r del Premi de Bain-de-Bretagne
- 1960
  - 1r del Critèrium dels Asos Bretons
  - 1r del Circuit de l'Armòrica
  - 1r de la Ronda de Camors
  - 1r a Boussacs
  - 1r a Chauffailles
- 1961
  - 1r a Vannes (darrere derny)
  - Vencedor de 2 etapes a la Volta a Espanya
  - Vencedor d'una etapa al Critèrium del Dauphiné Libéré
- 1962
  - 1r a Plévin
  - 1r a Mael-Carhaix
- 1963
  - 1r del Gran Premi de Canes
- 1964
  - 1r a la Sena
- 1965
  - 1r a Grandchamp
  - 1r a Vannes

### Resultats al Tour de França
- 1953. 10è de la classificació general. Porta el mallot groc una etapa
- 1954. 15è de la classificació general i vencedor d'una etapa
- 1955. 10è de la classificació general
- 1956. Abandona (12a etapa)
- 1957. 11è de la classificació general
- 1958. Abandona (21a etapa)
- 1959. 5è de la classificació general
- 1960. 14è de la classificació general
- 1961. Abandona (2a etapa)
- 1962. 20è de la classificació general
- 1963. 19è de la classificació general
- 1964. Abandona (5a etapa)
- 1965. 43è de la classificació general

### Resultats a la Volta a Espanya
- 1958. 11è de la classificació general
- 1961. 2n de la classificació general i vencedor de 2 etapes